# Манвьё
Манвьё (фр. Manvieux) — коммуна во Франции, находится в регионе Нижняя Нормандия. Департамент коммуны — Кальвадос. Входит в состав кантона Ри. Округ коммуны — Байё.
Код INSEE коммуны — 14401.

## Население
Население коммуны на 2010 год составляло 118 человек.
| 1962 | 1968 | 1975 | 1982 | 1990 | 1999 | 2010 |
| ---- | ---- | ---- | ---- | ---- | ---- | ---- |
| 78   | 79   | 61   | 53   | 82   | 107  | 118  |

## Экономика
В 2010 году среди 78 человек трудоспособного возраста (15—64 лет) 59 были экономически активными, 19 — неактивными (показатель активности — 75,6 %, в 1999 году было 72,3 %). Из 59 активных жителей работали 53 человека (27 мужчин и 26 женщин), безработных было 6 (5 мужчин и 1 женщина). Среди 19 неактивных 8 человек были учениками или студентами, 10 — пенсионерами, 1 был неактивным по другим причинам.